# 掌底打ち

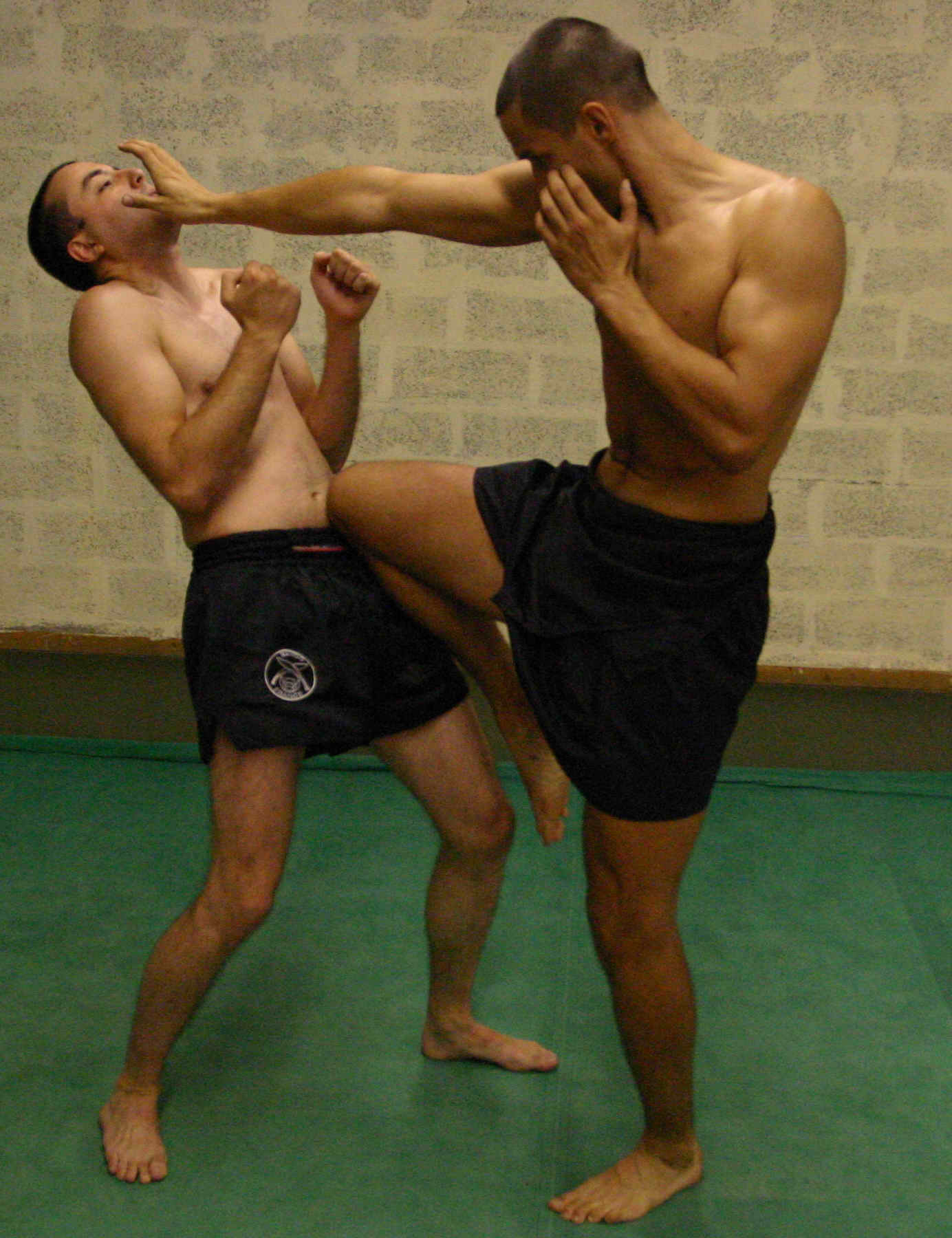
掌底打ちと膝蹴りの合わせ技。

掌底打ち（しょうていうち）は、格闘技や武道における打撃技の一種である。掌打（しょうだ）、底掌（ていしょう）、掌底（しょうてい）などの略称でも呼ばれる。掌の手首に近い部分で相手を殴る技である。

## 概要

### 使用部位

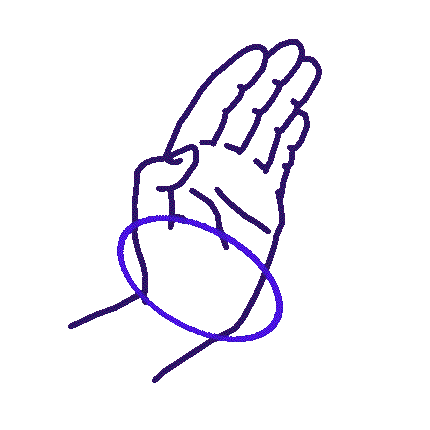
使用部位：「底掌」（マークの所）

掌（てのひら）の手首に近い肉厚の部分または付け根の堅い部分（使用部位の絵を参照）。

### 使用法
掌底打ちはストレート、フック、アッパーカットと同様の使い方ができる。特に鼻や顎先を狙うストレート打ち、顎先やこめかみを狙うフック打ちが頻度が高い。
オープンフィンガーグローブが一般化する前の総合格闘技では素手の拳による顔面への直接攻撃を禁じていたため、掌底打ちで顔面を攻撃することが多かった。
士道館の添野義二が大山道場時代によく用いた掌底技は頭上から相手の横面や、こめかみ目掛けて掌の付け根を振り下ろす様に当てるもので「上から切り落とす」ようにするのがダメージを与えるコツだという。
空手の型（形）では、松濤館流の「慈恩」「十手」の中に掌底による側面中段打（受）が含まれている。
相撲で使われる突っ張りと張り手も掌底突きや掌底打ちに似た技である。

### 掌底打ちの長所
- 掌底打ちは拳と比較すると打った面を痛めることが少ない。
- 掌底打ちは拳と比較すると手首を傷めにくい。
- 掌底打ちは相手に裂傷や過度の傷を与えにくい。
- 掌底打ちはサミングをする事が出来る可能性がある。これは格闘技等の競技としては危険だが緊急の護身としては有効。

### 掌底打ちの短所
- 掌底打ちは拳と比較するとリーチが短い。
- 掌底打ちは拳や肘と比較すると硬く尖った部分を当てる技ではないので、痛みを与えにくい。
- 掌底打ちは指先を傷めやすい。
- 掌底打ちでボディブローをしても効果は少ない。
- ボクシンググローブ、オープンフィンガーグローブを装着する競技では掌底打ちはオープンブロー、サミングとして反則である。